# Ян Гемпель
Ян Гемпель (нім. Jan Hempel, 21 серпня 1971) — німецький стрибун у воду.
Призер Олімпійських Ігор 1996, 2000 років, учасник 1988, 1992 років.
Призер Чемпіонату світу з водних видів спорту 1998 року.
Чемпіон Європи з водних видів спорту 1993, 1997 років, призер 1987, 1989, 1995 років.